# Montante (arma)
Il Montante era un tipo di spada a due mani in uso ai maestri di scherma tradizionale nel Regno di Spagna tra XVI e XVII secolo. Per ciò che concerne la linea e l'utilizzo, l'arma si colloca a metà strada tra la normale spada a due mani tardo medievale e lo Zweihänder sviluppato per mercenari svizzeri e lanzichenecchi nel medesimo periodo.

## Etimologia
Sino al XVIII secolo, l'etimo di lingua spagnola "Montante" indicava genericamente tutte le spade a due mani del periodo tardo-medievale e rinascimentale: Long Sword, Zweihänder, Claymore ecc. Solo nel corso del XIX secolo, gli etimi spagnoli "Mandoble" ed "Espadón" cominciarono ad essere utilizzati per indicare le pesanti spadone a due mani rinascimentali onde distinguerle dal Montante vero e proprio.

## Costruzione
La linea del Montante riprende quella della spada a due mani tardomedievale nella sua fase più matura:
- la lama era di ottimo acciaio (in questo caso acciaio Toledo), diritta ed affilata su ambo i lati, con un ricasso molto pronunciato e una punta atta ad impalare il nemico come fosse una lancia;
- l'impugnatura a due mani era molto lunga, con pomolo pronunciato onde garantire una presa solida alla mano più lontana dalla guardia. Quest'ultima era a crociera, con bracci diritti, ornati al fondo da pomelli o cipolloni.

## Storia
Il Montante trovò largo uso principalmente nelle scuole di Scherma tradizionale spagnola. Arma distintiva del maestro di scherma, il Montante veniva utilizzato per interrompere lo scontro tra due allievi/combattenti (da cui la frase spagnola meter el montante, "interporre il montante" i.e. "porre fine"). Come gagliardetto, di colore rosso, il Montante veniva cucito sulla parte destra della giubba indossata dal maestro d'armi come vero e proprio distintivo.
Come arma vera e propria, il montante non trovava applicazione diretta negli schieramenti campali della fanteria spagnola cinquecentesca, rigidamente inquadrata nei battaglioni di tercios armati di picca, archibugio e spada (la spada da lato prima e la striscia poi). Il montante era arma distintiva del maestro, dello schermidore capace di difendersi in ogni circostanza, anche nella mischia di più nemici, e veniva quindi portato come arma di difesa personale o da duello.
Nel corso del XVI secolo i sempre più intensi contatti tra il Regno di Spagna ed il Sacro Romano Impero Germanico nella figura del sovrano Carlo I di Spagna portarono il Montante ispanico ad incontrarsi con lo Spadone svizzero-germanico, la Zweihänder. Il miscuglio tra le due tipologie di armi portò ad una grande confusione etimologica, ancora pesante in Spagna nel corso del XVIII secolo quando lo scrittore Gregorio Mayans liquidò il "Montante" ed il "Mandoble" (vocabolo apparso non prima del 1569 per indicare qualunque tipo di spada da brandirsi a due mani) come semplici sinonimi del medesimo oggetto in una lingua, quella spagnola, per sua stessa natura ricca di vuote ripetizioni. Fu solo nel XIX secolo che una più accurata analisi dei dati storici ricordò alla cultura spagnola la sostanziale differenza tra la variante locale della Longsword gotica e lo spadone rinascimentale, oggi indicato come "Espadón".